# Dikasterij za pospeševanje edinosti med kristjani
Dikasterij za pospeševanje edinosti med kristjani (latinsko Dicasterium ad unitatem christianorum fovendam), je dikasterij Rimske kurije, ustanovljen z apostolsko konstitucijo papeža Frančiška Praedicate Evangelium, objavljeno 19. marca 2022. Ta je stopila v veljavo 5. junija 2022, na binkošti.

## Zgodovina
V okviru administracije Svetega sedeža je v Rimski kuriji deloval Papeški svet za pospeševanje edinosti med kristjani, katerega zametki segajo v čas pred koncilom, ko je papež Janez XXIII. (1958–1963) z Motuproprijem Superno Dei 5. junija 1960 ustanovil Tajništvo za pospeševanje edinosti kristjanov. 
Glavna naloga komisij tega tajništva je bila priprava Drugega vatikanskega koncila (1962–1965). Omenjeno tajništvo je dobilo nekatere dodatne naloge v letih 1962 in 1963. Tajništvo sta od leta 1963 sestavljala Oddelek za vzhodno in Oddelek za zahodno Cerkev. Z apostolsko konstitucijo Regimini Ecclesiae Universae so bile leta 1967 potrjene dodatne strukture in naloge tajništva, pri čemer so mednje sodili pospeševanje edinosti kristjanov in zadeve, povezane z vprašanji judovstva. 
Leta 1988 se je tajništvo, v skladu z apostolsko konstitucijo Pastor bonus, preimenovalo v Papeški svet za pospeševanje edinosti med kristjani.
Leta 2022 je bil Papeški svet z apostolsko konstitucijo papeža Frančiška Praedicate Evangelium preimenovan v Dikasterij za pospeševanje edinosti med kristjani.

## Skrb za ekumenizem na ravni škofovskih konferenc
Na lokalni ravni oziroma na ravni škofovskih konferenc so že pred ustanovitvijo dikasterija delovale komisije za ekumenizem. V Cerkvi na Slovenskem tako deluje pri Slovenski škofovski konferenci (SŠK) Komisija za ekumenizem in medreligijski dialog, v kateri so prek svojih zastopnikov vključene obe nadškofiji in vse škofije. Poleg nje v okviru SSK delujeta še Slovenski ekumenski svet in Svet krščanskih cerkva. Njihova skupna naloga je skrb za medverski dialog ter priprava srečanj na različnih ravneh.

## Pristojnosti in naloge
Papež Frančišek je z apostolsko konstitucijo Praedicate Evangelium dikasteriju zaupal naslednje pristojnosti in naloge: 
- spodbujanje ekumenskega duha znotraj katoliške cerkve, v skladu z odlokom Unitatis redintegratio drugega vatikanskega koncila (174. člen);
- vodenje dialoga in sodelovanje z drugimi krščanskimi Cerkvami in cerkvenimi skupnostmi (175. člen);
- spodbujanje in razvijanjem odnosov med Katoliško Cerkvijo in judovstvom (176. člen).

### Uresničevanje ciljev
Tako kot poprejšnji Papeški svet za pospeševanje edinosti med kristjani ima tudi sedanji dikasterij nalogo spodbujati pristen ekumenski duh v katoliški Cerkvi. Sedaj je dikasterij vključen v mednarodni teološki dialog z naslednjimi Cerkvami oz. verskimi skupnostmi in cerkvami:
- Pravoslavna cerkev
- Koptska pravoslavna cerkev
- Sirsko-malabarske cerkve[9]
- Anglikanska cerkev[10]
- Svetovna Luteranska zveza[11]
- Svetovni metodistični svet[12]
- Svetovna baptistična zveza[13]
- Kristusova cerkev učencev[14]
- nekatere binkoštne skupine.

Dikasterij si prizadeva tudi za spodbujanje edinosti z evangeličani.

## Organiziranost
Od 5. junija 2022, po apostolski konstituciji Praedicate Evangelium in reformi Rimske kurije, znotraj Dikasterija med ključne službe in urade spadajo:
- Oddelek za vzhodno Cerkev: Ta oddelek se ukvarja z odnosi in dialogom z vzhodnimi krščanskimi cerkvami.
- Oddelek za zahodno Cerkev: Ta oddelek se ukvarja z odnosi in dialogom z zahodnimi krščanskimi cerkvami.
- Teološki oddelek: Ta oddelek se ukvarja s teološkimi vprašanji, povezanimi z ekumenizmom in medverskim dialogom.
- Oddelek za ekumenske projekte: Ta oddelek koordinira različne ekumenske projekte in pobude.
- Oddelek za medverski dialog: Ta oddelek se ukvarja z dialogom in sodelovanjem z drugimi verskimi skupnostmi.
  - Komisija Svetega sedeža za verske odnose z judovstvom.[15]

V Sloveniji pri Slovenski škofovski konferenci deluje Komisija za ekumenizem in medverski dialog, ki sodeluje z dikasteriji Rimske kurije.

## Prefekti
- kardinal Kurt Koch (od 1. julija 2010)[17]